# Rudolf Born
Rudolf Born (* 23. Mai 1882 in Dresden; † 30. November 1969 ebenda) war ein deutscher Bildhauer und Hochschullehrer.

## Leben
Born studierte ein Jahr bei Wilhelm Kreis an der Kunstgewerbeschule Düsseldorf und absolvierte dann ein Studium an der Dresdner Kunstakademie, u. a. bei Robert Diez und Georg Wrba.  Eine andere Quelle spricht von der Königlich Sächsischen Kunstgewerbeschule, wo er besonders von William Lossow und Max Hans Kühne geprägt wurde. Ab 1908 arbeitete Born als freischaffender Bildhauer in Dresden. Von 1914 bis 1918 nahm er als Soldat am Ersten Weltkrieg teil. Ab 1926 hatte er in Dresden eine Anstellung als Lehrer an der Staatlichen Akademie für Kunstgewerbe. Von 1940 bis 1945 war er dort, unterbrochen durch die Teilnahme am Zweiten Weltkrieg als Offizier der Wehrmacht von 1941 bis zu einer Erkrankung 1942, Professor und Leiter der Schule für Plastik am Bau und Steinbildhauerkunst. Dabei setzte er sich ab 1940 dafür ein, dass die Studenten praktische Aufgaben im öffentlichen Raum erhalten.
Born war Mitglied des Sächsischen Kunstvereins und in der Zeit des Nationalsozialismus der SA, der NSDAP und der Reichskammer der bildenden Künste.
Wegen dieser Nazi-Verstrickung wurde er 1945 vom Rektor der Schule, Will Grohmann (1987–1968), aus dem Hochschuldienst entlassen, wogegen sich eine Anzahl von Studenten gegenüber der sächsischen Landesregierung aussprach.
Born arbeitete dann als freischaffender Bildhauer in Dresden und hatte ab etwa 1950 sein Atelier in Loschwitz. Born schuf insbesondere architekturbezogene Werke, Grabmäler und Kriegerdenkmäler und war u. a. an der Gestaltung des Hauptbahnhofs Leipzig, des Schauspielhauses Dresden, des Städtischen Museums Zwickau, des Hotels Astoria in Leipzig und der Christuskirche Dresden-Strehlen beteiligt.

## Werke (Auswahl)

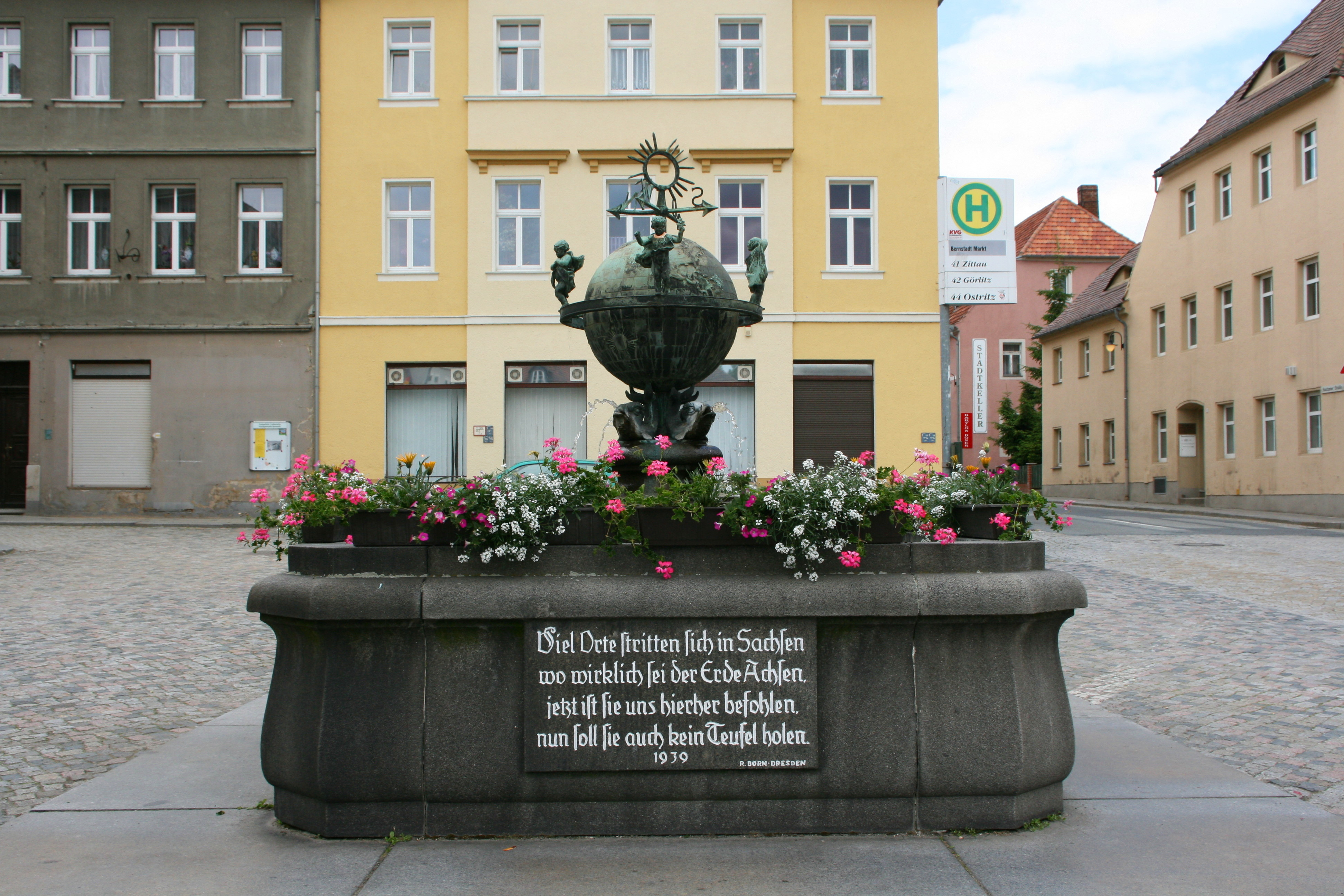
Erdachsenbrunnen in Bernstadt a. d. Eigen

### Denkmäler, weitere Werke im öffentlichen Raum und baubezogene Werke
- 1913: Bildhauerarbeiten für das Sächsische Hauptstaatsarchiv in Dresden-Neustadt, Wappen am Haupteingang, Nischenfiguren im Eingangstreppenhaus und zwei Löwen an der Einfahrt
- Kriegerdenkmäler in Zittau, Kamenz, Liegnitz, Neugersdorf (1922) und in der Johanneskirche Dresden
- 1927: dekorativer Sandsteinschmuck im Innenraum der Heilandskirche in Dresden
- Figürlicher Schmuck am Eingang zur Bärenschenke in Dresden, Webergasse (am 13. Februar 1945 durch Bomben beschädigt; später gesprengt)[3]
- 1939: Marktbrunnen mit der Weißenberger Linde in Weißenberg[4]
- 1954: Studentenwohnheim Reichsstraße (Fritz-Löffler-Straße), Relief Zeit und Studium[5]

### Plastiken
- Junge Frau (Porträtplastik); auf der Ausstellung („Dresdner Kunst 1930“)[6][7]

## Ausstellungen (unvollständig)
- 1930: Dresden, Brühlsche Terrasse („Dresdner Kunst 1930“)
- 1934: Dresden, Brühlsche Terrasse („Sächsische Kunstausstellung“)
- 1939: Zwickau, König-Albert-Museum („Kunstausstellung in Zwickau“)
- 1943: Dresden, Sächsischer Kunstverein („Kunstausstellung Gau Sachsen“)
- 1946: Dresden (Kunstausstellung Sächsische Künstler)[8]